# State Express 555
State Express 555 est une marque de cigarettes de British American Tobacco. Cette marque est très populaire en Chine, à Taïwan, au Bangladesh et au Viêt Nam.
Elle a été le sponsor de Subaru.

## Conditionnement
Il existe un paquet doré State Express 555 Filter King, mais aussi un paquet bleu.

## Histoire
La marque de cigarette a été lancée en 1895.